# Michel Canac
Michel Canac (Aime, 2 agosto 1956 – Briançon, 30 maggio 2019) è stato uno sciatore alpino francese.

## Biografia
Specialista dello slalom speciale e della combinata originario di Le Bourg-d'Oisans, Michel Canac ottenne il primo risultato di rilievo in Coppa del Mondo l'11 gennaio 1981 a Garmisch-Partenkirchen in slalom speciale (14º) e l'anno seguente venne convocato per partecipare ai Mondiali di Schladming 1982, dove si piazzò 5º nella combinata vinta dal connazionale Michel Vion. In Coppa del Mondo conquistò l'unico podio di carriera il 30 gennaio 1983 a Kranjska Gora, 3º in slalom speciale alle spalle dell'austriaco Franz Gruber e dello svedese Stig Strand, e l'ultimo piazzamento il 16 gennaio 1984 nello slalom speciale di Parpan (13º); chiuse la carriera in occasione dei XIV Giochi olimpici invernali di Sarajevo 1984, sua unica presenza olimpica, dove non completò lo slalom speciale. Morì a causa di un incidente subito mentre praticava sci alpinismo nelle Alte Alpi.

## Palmarès

### Coppa del Mondo
- Miglior piazzamento in classifica generale: 31º nel 1983
- 1 podio (in slalom speciale):
  - 1 terzo posto

### Campionati francesi
- 3 ori (slalom speciale[1], combinata[senza fonte] nel 1980; combinata[1] nel 1984)